# Distretto di Lupane
Il distretto di Lupane è uno dei 7 distretti che compongono la Provincia del Matabeleland Settentrionale, in Zimbabwe. Ha una popolazione di 107.248 abitanti e una superficie di 10.107 Km². Ha come capoluogo Lupane che è anche capoluogo di Provincia.

## Demografia
| Censimento (Anno) | Popolazione      |
| ----------------- | ---------------- |
| 2002              | 98.668           |
| 2012              | 100.161 (+0,15%) |
| 2022              | 107.248 (+0,71%) |